# Motor plano

Esquema animado del motor bóxer patentado por Karl Benz

Un motor plano, también conocido como motor con cilindros horizontalmente opuestos, es un propulsor donde los pistones están ubicados opuestos dos a dos a cada lado de un cigüeñal central. No debe confundirse con un motor de pistones opuestos, en el que cada cilindro tiene dos pistones que comparten una cámara de combustión central.
La configuración más común de los motores planos es el motor bóxer, en el que los pistones de cada par opuesto de cilindros se mueven hacia adentro y hacia afuera al mismo tiempo. Los motores bóxer son un tipo de motor plano, pero no todos los motores planos son necesariamente motores bóxer. La configuración alternativa es un motor en V con un ángulo de 180 grados entre las bancadas de cilindros, en el que cada par de cilindros comparte una única muñequilla, de modo que cuando un pistón se mueve hacia adentro, el otro se mueve hacia afuera.

## Historia

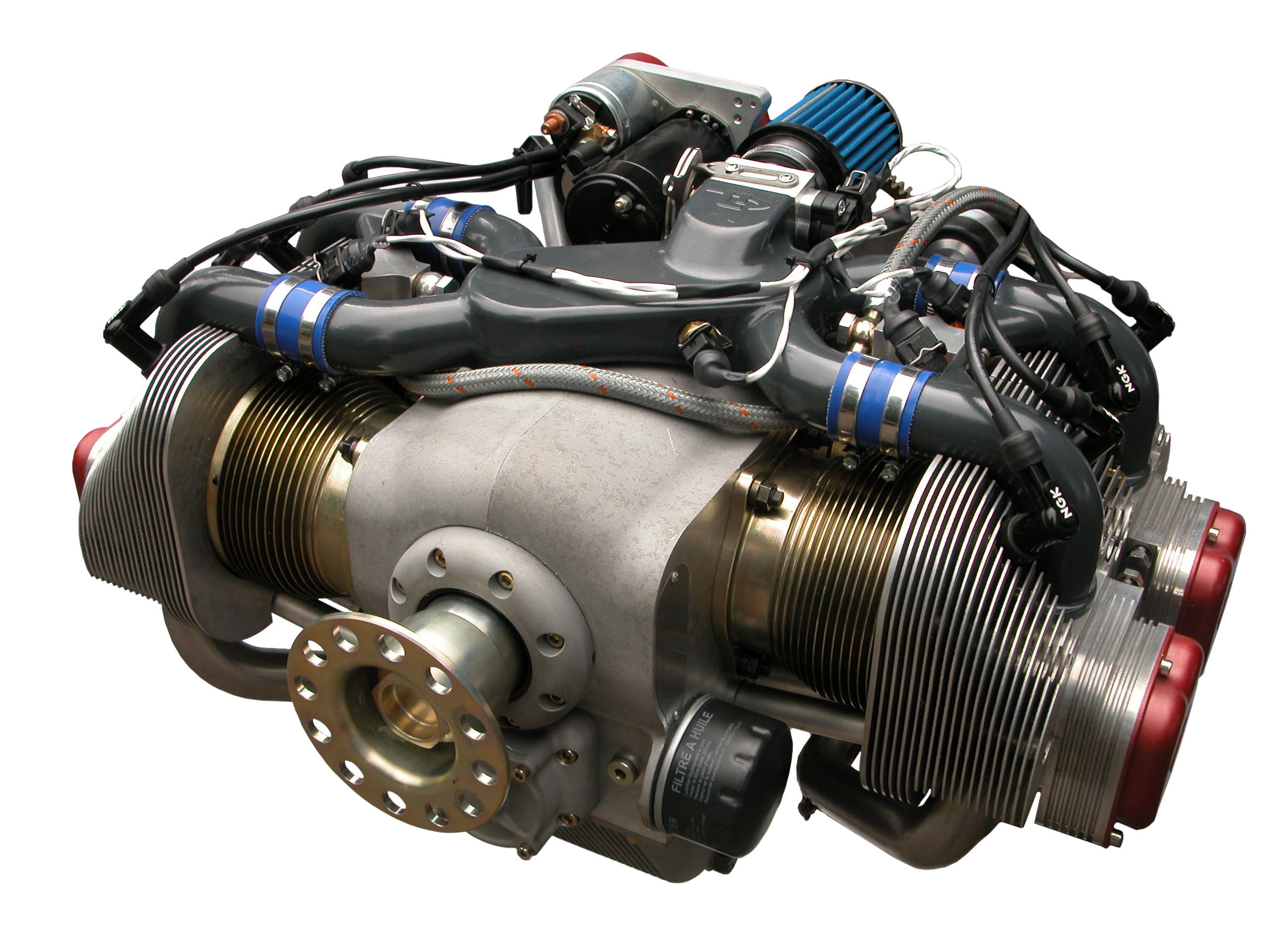
Motor bóxer de avión

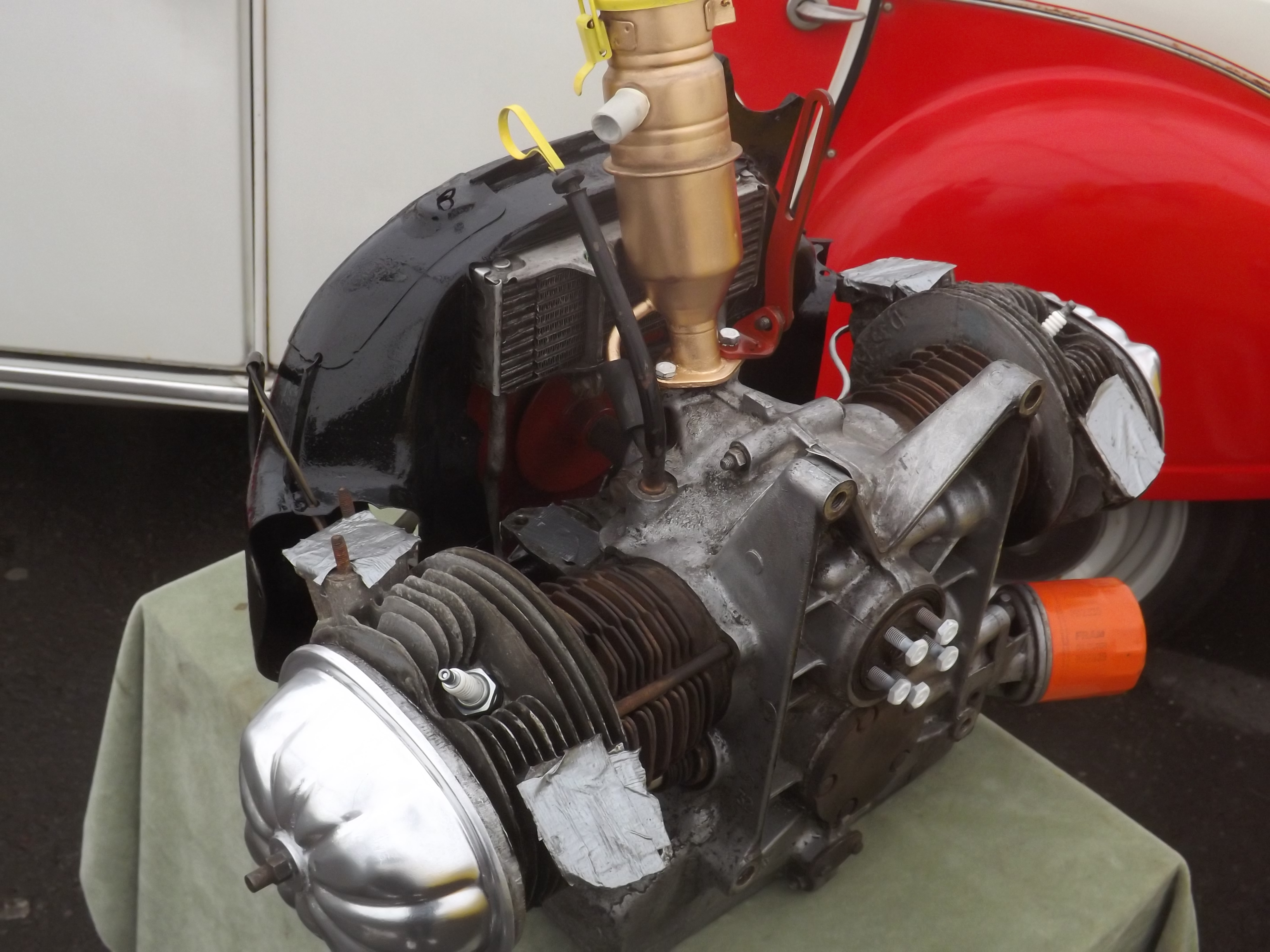
Motor bóxer del Citroën 2CV

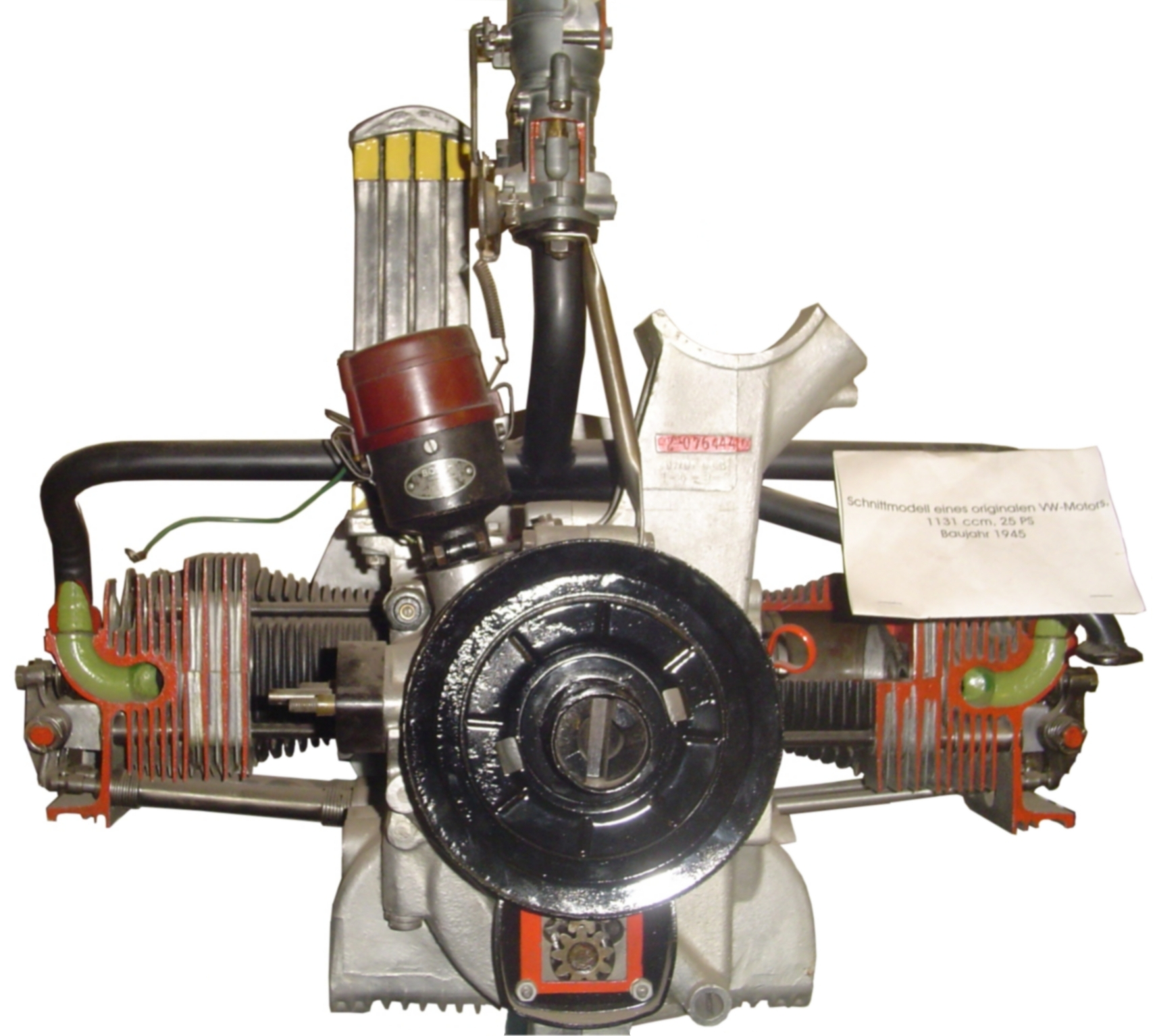
Motor bóxer del Volkswagen Escarabajo

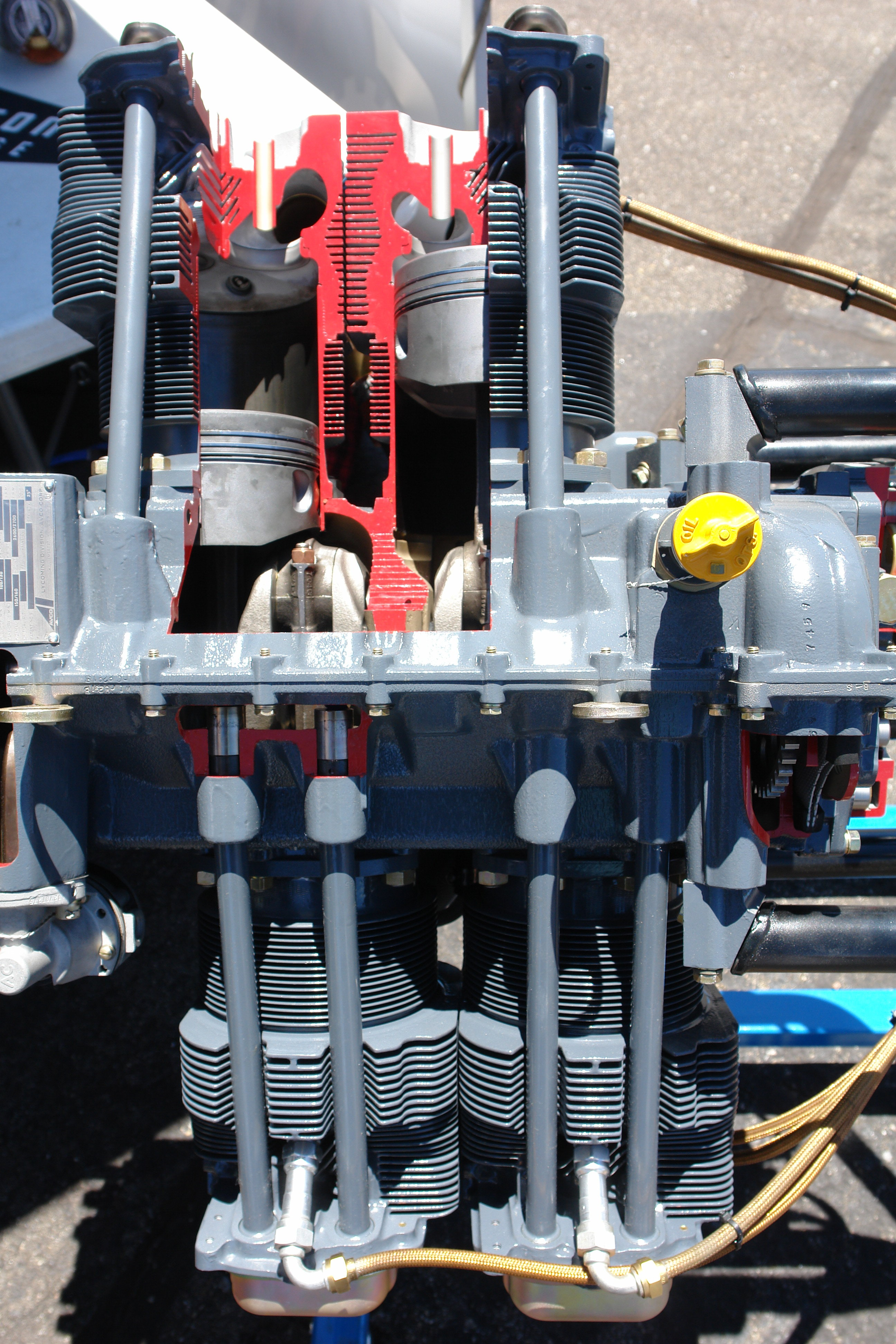
Motor bóxer de avión

El primer motor plano fue producido en 1897 por el ingeniero alemán Carl Benz. Llamado el motor kontra, era un diseño bóxer-gemelo. Los primeros usos de los motores planos en los automóviles incluyen el Lanchester 8 hp Phaeton bóxer gemelo de 1900, el Wilson-Pilcher bóxer 4 de 1901, el Wilson-Pilcher 18/24 HP bóxer 6 de 1904 y el Ford Modelo A de 1903, el Ford Modelo C de 1904 y el Ford F de 1905.
En 1938, el Volkswagen Tipo 1 (entonces llamado "KdF-Wagen") fue lanzado con un motor de cuatro cilindros en la parte trasera. Este motor Volkswagen refrigerado por aire se fabricó durante muchos años y también se utilizó en el Volkswagen Transporter (Transporter, Kombi o Microbús), el deportivo Volkswagen Karmann Ghia y en el coche compacto Volkswagen Tipo 3. En 1982 se introdujo una versión refrigerada por agua, conocida como Wasserboxer, que finalmente reemplazó a las versiones refrigeradas por aire.
La mayoría de los coches deportivos en la historia de Porsche están propulsados por motores planos, comenzando con su primer automóvil, el Porsche 356 de 1948-1965, que usaba un motor bóxer de cuatro cilindros refrigerado por aire. También utilizaron motores bóxer-cuatro el Porsche 914 de 1969-1976, el  Porsche 912 de 1965-1969 y el Porsche Boxster/Cayman (982) desde 2016. El Porsche 911 ha utilizado exclusivamente motores bóxer-seis desde su introducción en 1964 hasta el presente. En 1997, el Porsche 911 pasó de ser refrigerado por aire a refrigerado por agua.
Los motores planos Porsche se utilizaron en varios coches de carreras en la década de 1960, como el coche de Fórmula 1 Porsche 804 de 1962 y el deportivo Porsche 908 de 1968-1971. Porsche también produjo un motor plano de doce cilindros para el automóvil deportivo Porsche 917 de 1969-1973.
Por su parte, Citroën completó en 1945 el diseño del Citroën 2CV, equipado con un motor bóxer bicilíndrico refrigerado por aire montado sobre el eje delantero. Desarrollado por el ingeniero Walter Becchia, este propulsor se convirtió en el origen de los motores bóxer de dos y de cuatro cilindros que la firma francesa emplearía en algunos de sus modelos durante las cuatro décadas siguientes. 
Chevrolet usó un motor de 6 cilindros enfriado por aire con cilindros horizontalmente opuestos en su línea Corvair durante toda su producción desde 1960 hasta 1969 en varias aplicaciones y rangos de potencia, incluido uno de los primeros usos de un turbocompresor en un automóvil producido en serie.
El motor Subaru EA se introdujo en 1966 y comenzó la línea Subaru de motores bóxer de cuatro cilindros que siguen en producción hasta el día de hoy. La mayoría de los modelos de Subaru están propulsados por un motor bóxer de cuatro cilindros en forma de aspiración natural o turbo. Un anuncio en prensa del cupé Subaru Leone de 1973 se refirió al motor como "quadrozontal". La empresa también produjo motores bóxer de seis cilindros entre 1988 y 1996 y entre 2001 y 2019. En 2008, el motor Subaru EE se convirtió en el primer motor bóxer diésel para turismos del mundo. Este motor es un bóxer-cuatro turboalimentado con inyección de combustible common rail.
Ferrari usó motores de doce cilindros planos para varios coches de Fórmula 1 en la década de 1970. Para el Ferrari Berlinetta Boxer de 1973-1984, el Ferrari Testarossa de 1984-1996 y sus derivados se utilizó un motor plano de doce cilindros (con una configuración V12 a 180 grados).
Toyota usa la designación Toyota 4U-GSE para el motor bóxer-cuatro en las versiones con emblemas de Toyota de los gemelos Toyota 86/Subaru BRZ, aunque el motor en realidad está diseñado y construido por Subaru como el motor Subaru FA20.

## Características
Los motores planos son más cortos que los motores en línea, y tienen un centro de gravedad a una altura menor que cualquier otra configuración motriz. En general, automóviles y motocicletas impulsados por un motor plano tienen un centro de gravedad más bajo, lo que se traduce en una mejor estabilidad y control. Sin embargo, a pesar de haber propulsado automóviles producidos en masa de gran éxito como el Volkswagen Escarabajo o el Citroën 2CV, en el campo de la automoción los motores bóxer al final han sido sustituidos casi por completo por los motores en línea o los motores en V para grandes cilindradas, lo que ha provocado que pese a algunas de sus grandes ventajas, se hayan convertido en una relativa rareza (con los exclusivos deportivos clásicos de Porsche o algunos modelos de Subaru casi como única excepción), y el no ser fabricados en grandes series hace que sean más caros. 
La gran anchura de estos motores puede causar problemas en su montaje, especialmente si se disponen sobre el eje delantero, donde pueden limitar el giro máximo del sistema de dirección. Su configuración también mejora la refrigeración por aire cuando se utilizan en aeronaves, así como en diseños de automóviles (especialmente con motor trasero) y motocicletas.

## Aplicaciones
El primer motor plano fue construido en 1897 por Karl Benz. Estos motores se han utilizado en aplicaciones de aviación, motocicletas y automóviles. Ahora son menos comunes en automóviles que los motores en línea (habituales para menos de seis cilindros) y que los motores en V (habituales a su vez para seis o más cilindros). Son mucho más comunes en los aviones, donde los motores en línea son una rareza y los motores en V casi han desaparecido, excepto en los aviones históricos. Incluso han reemplazado a los motores radiales antiguamente utilizados en aeronaves pequeñas.
Se han utilizado en automóviles enormemente populares como el Volkswagen Escarabajo, y en deportivos de alta gama como el Porsche 356 y el 912. El Chevrolet Corvair utilizaba un motor bóxer de 6 cilindros, una rareza en los Estados Unidos. Tanto los antiguos como los nuevos modelos del Porsche 911 utilizan motores bóxer de 6 cilindros situados en la parte trasera. En los modelos construidos hasta 1998 (Porsche 993) los motores estaban refrigerados por aire, aunque a partir de 1998 (Porsche 996) pasaron a estar refrigerados por agua.
Situados en la parte frontal y refrigerados por aire fueron utilizados por Citroën en su modelo 2CV y sus derivados, mientras que los Citroën GS/GSA, y Citroën Oltcit/Axel utilizaron un bóxer de 4 cilindros. Igualmente, se hizo una propuesta para impulsar el Citroën DS con un motor bóxer de 6 cilindros, que finalmente fue rechazada. BMW utiliza un motor bóxer bicilíndrico refrigerado por aire en algunas de sus motocicletas.
Todas las versiones de los Subaru Impreza, Forester, Tribeca, y Legacy utilizan motores bóxer delanteros dispuestos longitudinalmente, ya sea de 4 o de 6 cilindros, entre los que destaca la serie de motores EJ y más específicamente el EJ22B, por ser una versión muy potente modificada de fábrica. Siempre y cuando su anchura no interfiera en el sistema de dirección, el motor bóxer puede situarse en la parte delantera de la carrocería.

## Tipos de motores planos

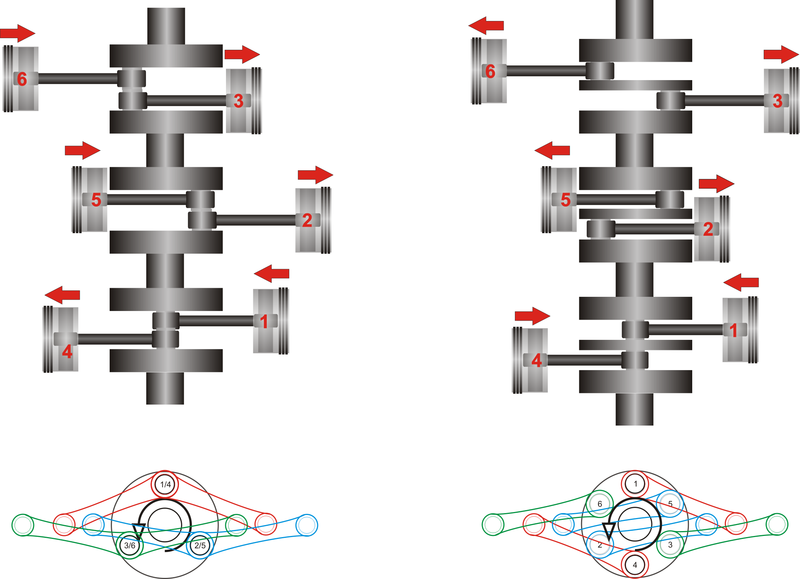
Diferencia entre dos motores planos de 6 cilindros: en V a 180° a la izquierda, y bóxer a la derecha

### Motor bóxer
La mayoría de los motores planos usan una configuración "bóxer", de forma que cada par de pistones opuestos se mueve hacia adentro y hacia afuera al mismo tiempo, algo así como dos boxeadores que golpeasen sus guantes durante un combate. Presentan un nivel de vibraciones muy bajo, puesto que son la única configuración común que no tiene fuerzas desequilibradas independientemente del número de cilindros. Por lo tanto, los motores bóxer no requieren un eje de equilibrado o contrapesos en el cigüeñal para equilibrar el peso de las partes recíprocas. Sin embargo, en el caso de motores bóxer con menos de seis cilindros, se produce un par de fuerzas residual, ya que cada cilindro está ligeramente desfasado con respecto a su par opuesto, debido a la distancia entre los muñones del cigüeñal.
Los motores bóxer tienden a ser más ruidosos que los motores en línea y en V, especialmente cuando están refrigerados por aire. Esto es debido a la necesidad de dejar los cilindros expuestos a la circulación del aire, lo que impide disponer alrededor del motor los filtros de aire y otros elementos mecánicos, que contribuyen a amortiguar el sonido generado en otros tipos de motores. Se caracterizan por su suavidad en toda la gama de revoluciones, y cuando se disponen inmediatamente por delante del eje trasero, permiten obtener un centro de gravedad muy bajo y unas condiciones de manejo más neutrales.

### Motor en V a 180°
Hay que tener especial cuidado en la distinción del término V a 180° y bóxer. Mientras que en un motor bóxer los cilindros opuestos no comparten las muñequillas del cigüeñal, en los motores en V sí que lo hacen. Esto implica que, en los motores en V, cuando un pistón de una pareja se encuentra en el punto muerto superior, el otro pistón de la misma muñequilla se encuentra en el punto muerto inferior. Esta configuración se ha utilizado en motores en V a 180° con doce o más cilindros.